# Памятник Симону Боливару (Вашингтон)
«Конная статуя Симона Боливара» (англ. Equestrian statue of Simón Bolívar) — памятник 1959 года работы американского скульптора Феликса де Уэлдона, посвящённый Симону Боливару и установленный в центре Вашингтона — столицы США.

## Боливар и Америка

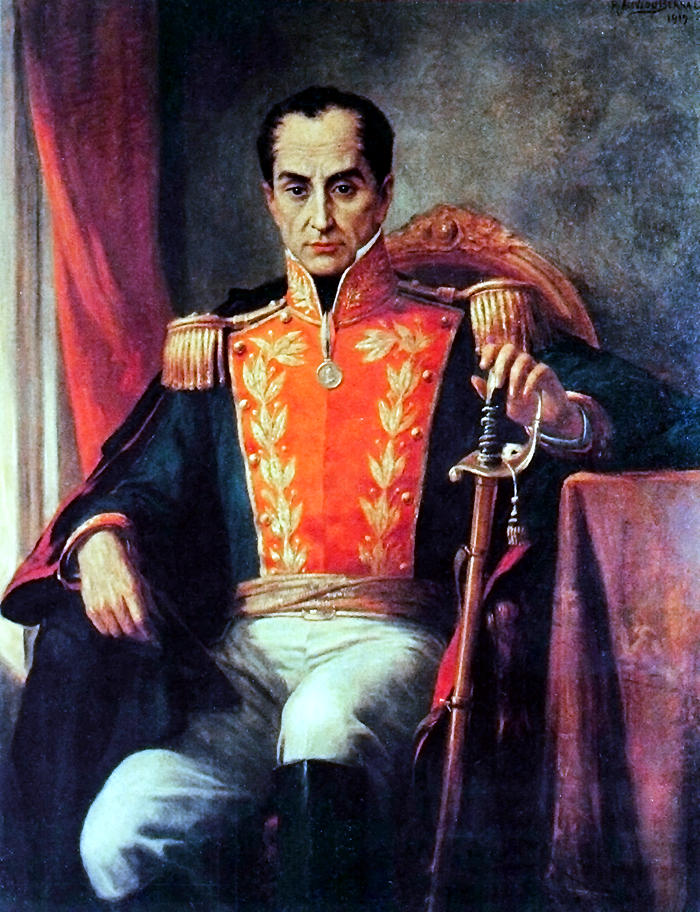
Портрет Боливара работы Рикардо Берналя.

Симон Боливар (1783—1830) был блестящим военным стратегом и основателем новых государств, став известным как «Джордж Вашингтон и Авраам Линкольн Южной Америки». Он родился в богатой креольской семье Каракаса, однако ещё в детстве осиротел после смерти родителей. Получив прекрасное образование, в 1799 году в возрасте 15 лет Симон был отправлен в Мадрид для продолжения учёбы. В 1802 году в 19 лет Боливар женился на испанской девушке и вернулся на родину, однако в 1803 году жена умерла. После этого, испытав моральное потрясение, он дал обет безбрачия и снова уехал в Европу, где попал под влияние идей просвещения. Присутствовав в 1804 году на коронации императора Наполеона I в соборе Нотр-Дам, вскоре Боливар потерял к нему уважение из-за того, что он считал предательством республиканских идеалов, и а 1805 году в Риме он дал клятву освободить свою родину от испанского владычества. В 1806 году Боливар стал одним из немногих латиноамериканцев, посетивших США, на территории которых он пробыл около четырёх или пяти месяцев. Ступив на американскую землю в Чарлстоне, бывшем крупнейшим невольничьим рынком США, Боливар был поражён увиденным, и сделал вывод о невозможности борьбы за свободу при сохранении рабства, однако от поездки у него остались в целом положительные впечатления, заключающиеся в ощущении «рациональной свободы». Боливар пользовался необычайной популярностью у североамериканцев, и через друга Жильбера Лафайета семья Джорджа Вашингтона, которого называли «Боливаром Северной Америки», подарила ему золотой медальон с прядью волос отца-основателя США. В 1807 году Боливар вернулся на родину, где взялся за семейный бизнес до вступления в революционное дело под влиянием Франсиско де Миранды. В 1808 году, после вторжения Наполеона на Пиренеи, южноамериканские революционеры начали объявлять о независимости своих стран от Испании, что обернулось незамедлительной реакцией и началом реконкисты. После серии неудачных сражений, Боливар начал думать о том, как достичь независимости на постоянной основе и пришёл к выводу, что, испанские силы не победить одним лишь военным путём, а различные региональные лидеры должны объединиться в единое целое и новое, большое, сильное, твёрдое и могущественное руководство для того, чтобы бросить вызов любому имперскому диктату. К 1818 году испанские силы были ослаблены постоянными восстаниями, и Боливар объединил свои войска с отрядами Франсиско Сантандера и британскими легионами в партизанскую армию. После считавшегося невозможным перехода через Анды, она догнала испанские силы под командованием Пабло Морильо, остановившиеся из-за дождей, и 25 июля 1819 года одержала первую победу над ними в битве у болота Варгас. Проведя ряд сражений, самыми важными из которых стали битва при Бояке 7 августа 1819 года, битва при Карабобо 24 июня и битва на озере Маракайбо 23 июля 1821 года, битва при Пичинче 24 мая 1822 года, битва при Хунине 6 августа и битва при Аякучо 9 декабря 1824 года, битва при Тумусле 2 апреля 1825 года, Боливар в союзе с Хосе Сукре и другими военачальниками добился полного освобождения от испанского владычества шести современных стран Южной Америки — Венесуэлы, Колумбии, Эквадора, Боливии, Панамы и Перу — территория которых в то время семь раз превышала размеры северо-американских колоний. Приняв участие в более 200 сражений в войне за независимость и обретя славу героя на высоте своей военной карьеры, Боливар получил звание «Освободитель» и пост президента Великой Колумбии, находясь на котором проявил свои диктаторские амбиции, несколько убавивший энтузиазм общественности по поводу его деятельности и приверженности принципам республиканизма. В 1830 году, находясь не в состоянии справиться с разобщённостью и конфликтами, Боливар добровольно ушёл в отставку, принял жизнь аскета и вскоре скончался от туберкулёза в Санта-Марте. В настоящее время его сердце покоится в Колумбии, а тело — в Венесуэле.

## История
Сооружение статуи было санкционировано актом Конгресса США от 5 июля 1949 года, а её возведение на федеральной земле в качестве подарка и за счёт правительства Венесуэлы — 29 июня 1955 года. В 1957 году Комиссия Соединённых Штатов по изящным искусствам выделила под памятник и парк вокруг него треугольный участок земли на Виргиния-авеню. Статуя была создана членом комиссии и скульптором Феликсом де Уэлдоном, автором Мемориала Иводзимы. Скульптура была отлита за 10 недель на производстве «Bedi-Rassy Art Foundry» в Бруклине (Нью-Йорк), но для перевозки в Вашингтон от неё были отделены шея, голова и фигура всадника. В декабре 1957 года статуя была установлена на постамент, возведённый по проекту архитектора Луиса Малауссены его представителями в США — архитектурными фирмами «Favrat, Reed, Mathes, and Bergman» и «Faulkner, Kingsbury and Stenhouse», инженерной фирмой «Casielles Asociados» и подрядчиком «Charles H. Tompkins Company».
Церемония открытия памятника должна была состояться 22 мая 1958 года при участии вице-президента США Ричарда Никсона, однако она была отложена из-за январского восстания в Венесуэле. После того как десятилетие диктатуры закончилось 13 февраля 1959 года с избранием Ромуло Бетанкура на пост президента Венесуэлы, через две недели, 27 февраля 1959 года президент США Дуайт Эйзенхауэр открыл памятник Боливару, назвав его символом воли Соединенных Штатов и Венесуэлы, направленной на то, «чтобы жить и работать вместе».
В 1993 году памятник был описан «Save Outdoor Sculpture!». В настоящее время статуя является самым крупным конным памятником Боливару в западном полушарии.

## Расположение

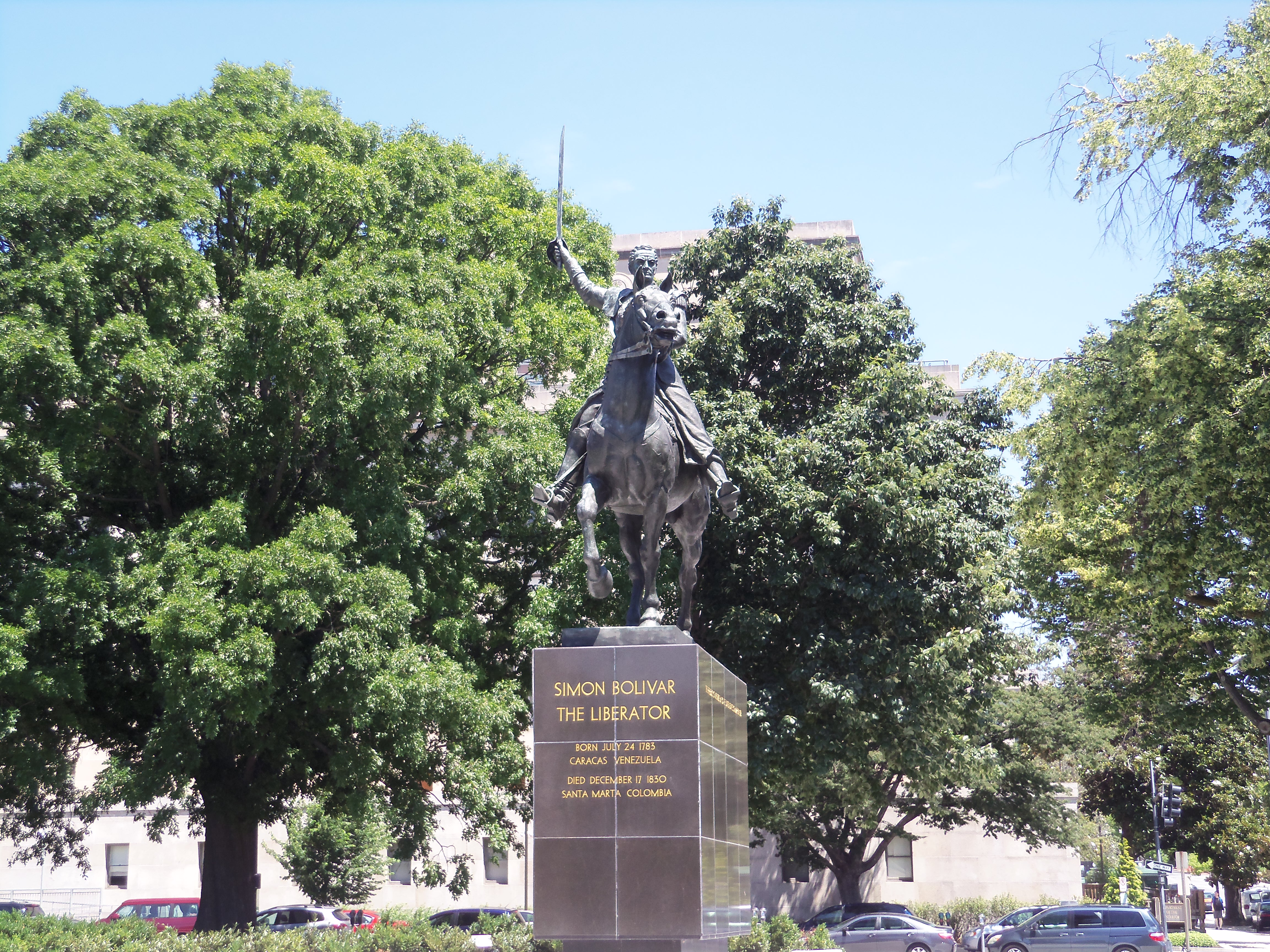
Памятник Боливару, 2013 год.

Памятник находится у штаб-квартиры Организации американских государств перед Главным зданием Министерства внутренних дел США на треугольном участке земли под названием «Боливар-парк» вдоль Виргиния-авеню у 18-й улицы и С-стрит близ станции метро «Фаррагут-Уэст» в квартале Фогги-Боттом на северо-западе города Вашингтон, являясь частью скульптурной серии «Статуи освободителей», включающей в себя ещё четыре статуи.

## Архитектура
Бронзовая статуя изображает генерала Симона Боливара едущим на своей лошади и держащим саблю в поднятой над головой правой руке. Он одет в военную форму с золотым медальоном с прядью волос Вашингтона. Статуя опирается на прямоугольный постамент из бразильского чёрного гранита и шведского чёрного мрамора. Высота памятника составляет 36 футов (статуя — 24 фута, постамент — 12 футов), при весе в 8 тонн. Памятник располагается в центре каменной площади, оформленной ландшафтными пешеходными дорожками и бассейном с шестью струйными фонтанами высотой 23 метра, олицетворяющими нации, освобождённые Боливаром.
Надписи на памятнике:
На статуе —

Феликс У. де Уэлдон
Арх. Фолкнер, Кингсбери & Стенхаус
Оригинальный текст (англ.)Felix W. de Weldon
Arch. Faulkner, Kingsbury & Stenhouse

С передней стороны основания —

СИМОН БОЛИВАР
ОСВОБОДИТЕЛЬ
РОДИЛСЯ 24 ИЮЛЯ 1783
КАРАКАС ВЕНЕСУЭЛА
УМЕР 17 ДЕКАБРЯ 1830
САНТА МАРИЯ КОЛУМБИЯ
Оригинальный текст (англ.)SIMON BOLIVAR
THE LIBERATOR
BORN JULY 24 1783
CARACAS VENEZUELA
DIED DECEMBER 17 1830
SANTA MARTA COLOMBIA

С восточной стороны —

РЕСПУБЛИКА ВЕНЕСУЭЛА СОЕДИНЁННЫМ ШТАТАМ АМЕРИКИ
Оригинальный текст (англ.)THE REPUBLIC OF VENEZUELA BY THE UNITED STATES OF AMERICA

С западной стороны —

ОСВОБОЖДЁННЫЕ ВЕНЕСУЭЛА КОЛУМБИЯ ЭКВАДОР ПЕРУ БОЛИВИЯ И ПАНАМА
Оригинальный текст (англ.)LIBERATED VENEZUELA COLOMBIA ECUADOR PERU BOLIVIA AND PANAMA